# 皮德利夏 (斯特雷區)
49°33′18″N 23°47′43″E / 49.55500°N 23.79528°E
皮德利夏（烏克蘭語：Підлісся），是烏克蘭西部利維夫州斯特雷區米科拉伊夫市镇的村庄。處於科祖申河畔，始建於1905年，面積0.2平方公里，海拔高度272米，2001年人口154。